# Tetragoneura
Tetragoneura är ett släkte av tvåvingar som beskrevs av Johannes Winnertz 1846. Tetragoneura ingår i familjen svampmyggor.

## Bildgalleri

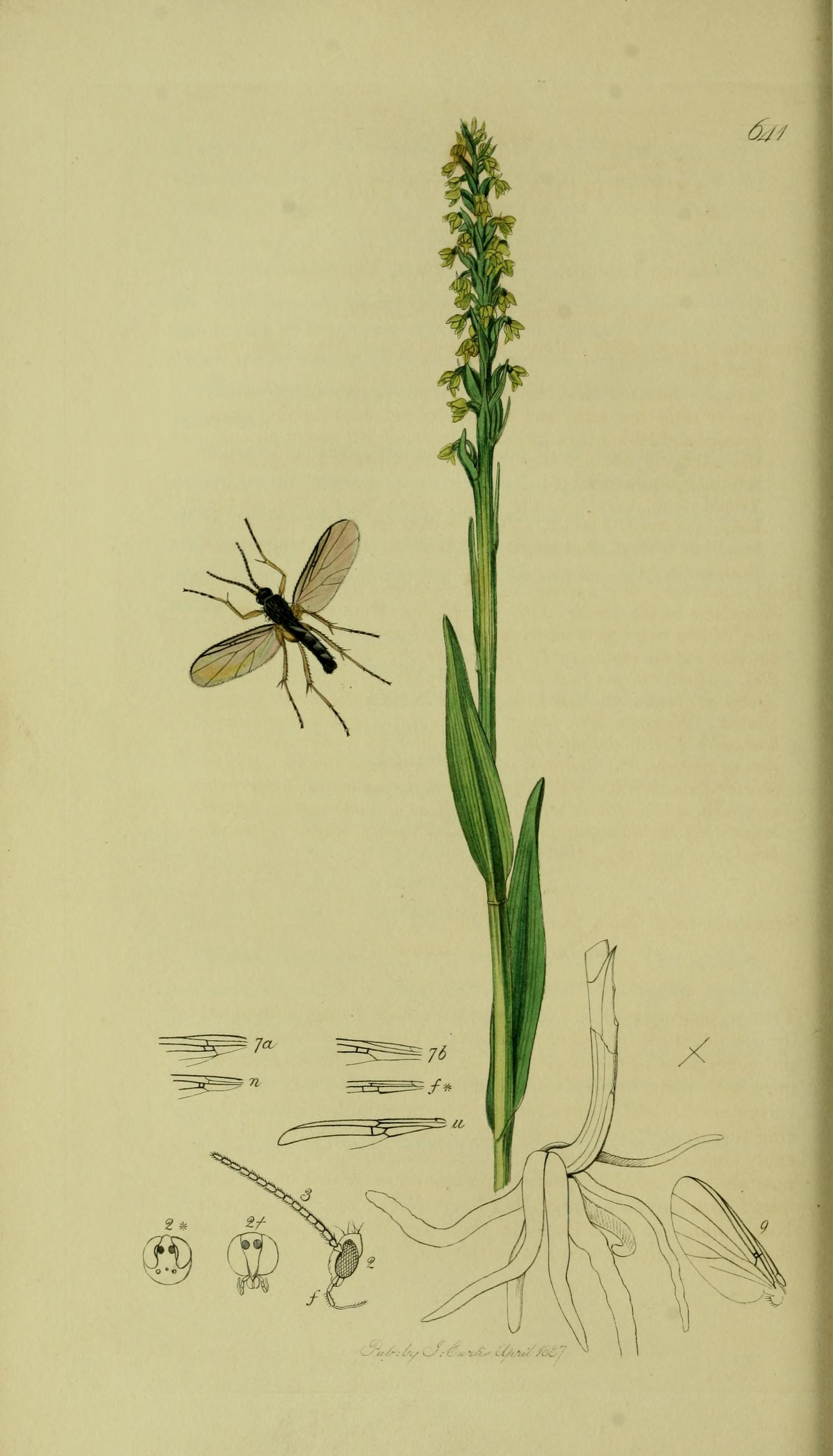

## Dottertaxa tillTetragoneura, i alfabetisk ordning[1][2]
- Tetragoneura ambigua
- Tetragoneura andina
- Tetragoneura annulicornis
- Tetragoneura araucana
- Tetragoneura arauensis
- Tetragoneura arcuata
- Tetragoneura ardeiceps
- Tetragoneura argentina
- Tetragoneura artigasi
- Tetragoneura atra
- Tetragoneura auriculata
- Tetragoneura bachmanni
- Tetragoneura baylaci
- Tetragoneura beckeri
- Tetragoneura bejaranoi
- Tetragoneura bifida
- Tetragoneura borgmeieri
- Tetragoneura boucheti
- Tetragoneura bourgoini
- Tetragoneura burenari
- Tetragoneura caetensis
- Tetragoneura cautinensis
- Tetragoneura chazeaui
- Tetragoneura chilena
- Tetragoneura chillanensis
- Tetragoneura concurrens
- Tetragoneura cordillerana
- Tetragoneura cornuta
- Tetragoneura correntina
- Tetragoneura dentata
- Tetragoneura derunei
- Tetragoneura exigua
- Tetragoneura fallaciosa
- Tetragoneura fallax
- Tetragoneura fanipennis
- Tetragoneura fisherae
- Tetragoneura flavicauda
- Tetragoneura flavicincta
- Tetragoneura flexa
- Tetragoneura freemani
- Tetragoneura fusca
- Tetragoneura galea
- Tetragoneura golbachi
- Tetragoneura guajaensis
- Tetragoneura hepperi
- Tetragoneura hirsuticauda
- Tetragoneura huarpesi
- Tetragoneura indecisa
- Tetragoneura jaunai
- Tetragoneura lanei
- Tetragoneura lanfrancoae
- Tetragoneura longicauda
- Tetragoneura longicornis
- Tetragoneura luispenai
- Tetragoneura mallecoensis
- Tetragoneura mapuchensis
- Tetragoneura marceda
- Tetragoneura matilei
- Tetragoneura matsutakei
- Tetragoneura minima
- Tetragoneura minor
- Tetragoneura naumanni
- Tetragoneura neopollux
- Tetragoneura neuquina
- Tetragoneura nigra
- Tetragoneura nigripalpis
- Tetragoneura nitida
- Tetragoneura nocticolor
- Tetragoneura obirata
- Tetragoneura obliqua
- Tetragoneura obscura
- Tetragoneura occulta
- Tetragoneura opaca
- Tetragoneura osornoensis
- Tetragoneura otohimeana
- Tetragoneura paraardeiceps
- Tetragoneura parachilena
- Tetragoneura parapollux
- Tetragoneura patagonica
- Tetragoneura pectinata
- Tetragoneura penai
- Tetragoneura peruana
- Tetragoneura pervigila
- Tetragoneura pimpla
- Tetragoneura pollux
- Tetragoneura porteri
- Tetragoneura proxima
- Tetragoneura pseudoardeiceps
- Tetragoneura pseudochilena
- Tetragoneura puyehuensis
- Tetragoneura quintana
- Tetragoneura rara
- Tetragoneura reducta
- Tetragoneura robur
- Tetragoneura rufipes
- Tetragoneura sergioi
- Tetragoneura sibirica
- Tetragoneura similis
- Tetragoneura simillima
- Tetragoneura simplex
- Tetragoneura simplicipes
- Tetragoneura simplicistila
- Tetragoneura sinuata
- Tetragoneura spinata
- Tetragoneura spinipes
- Tetragoneura stangei
- Tetragoneura stuardoi
- Tetragoneura sylvatica
- Tetragoneura tibialis
- Tetragoneura tonnoiri
- Tetragoneura ultima
- Tetragoneura usitata
- Tetragoneura venusta
- Tetragoneura willinki
- Tetragoneura vivanai
- Tetragoneura vockerothi
- Tetragoneura vogeli